# Saint-Paul (Oise)
Saint-Paul és un municipi francès, situat al departament de l'Oise i a la regió dels Alts de França. L'any 2007 tenia 1.541 habitants.

## Demografia

### Població
El 2007 la població de fet de Saint-Paul era de 1.541 persones. Hi havia 556 famílies de les quals 84 eren unipersonals (36 homes vivint sols i 48 dones vivint soles), 184 parelles sense fills, 244 parelles amb fills i 44 famílies monoparentals amb fills.
La població ha evolucionat segons el següent gràfic:
Habitants censats

### Habitatges
El 2007 hi havia 595 habitatges, 559 eren l'habitatge principal de la família, 19 eren segones residències i 17 estaven desocupats. 573 eren cases i 18 eren apartaments. Dels 559 habitatges principals, 478 estaven ocupats pels seus propietaris, 65 estaven llogats i ocupats pels llogaters i 16 estaven cedits a títol gratuït; 2 tenien una cambra, 26 en tenien dues, 57 en tenien tres, 127 en tenien quatre i 347 en tenien cinc o més. 474 habitatges disposaven pel capbaix d'una plaça de pàrquing. A 188 habitatges hi havia un automòbil i a 341 n'hi havia dos o més.

### Piràmide de població
La piràmide de població per edats i sexe el 2009 era:
| Homes | Edats   | Dones |
| ----- | ------- | ----- |
| 0     | 95 o +  | 0     |
| 0     | 90 a 94 | 0     |
| 0     | 85 a 89 | 4     |
| 12    | 80 a 84 | 0     |
| 16    | 75 a 79 | 28    |
| 20    | 70 a 74 | 20    |
| 36    | 65 a 69 | 36    |
| 16    | 60 a 64 | 20    |
| 20    | 55 a 59 | 40    |
| 68    | 50 a 54 | 36    |
| 48    | 45 a 49 | 64    |
| 64    | 40 a 44 | 64    |
| 88    | 35 a 39 | 68    |
| 44    | 30 a 34 | 64    |
| 40    | 25 a 29 | 28    |
| 24    | 20 a 24 | 20    |
| 32    | 15 a 19 | 52    |
| 88    | 10 a 14 | 48    |
| 52    | 5 a 9   | 48    |
| 56    | 0 a 4   | 68    |

## Economia
El 2007 la població en edat de treballar era de 1.035 persones, 775 eren actives i 260 eren inactives. De les 775 persones actives 707 estaven ocupades (392 homes i 315 dones) i 68 estaven aturades (29 homes i 39 dones). De les 260 persones inactives 88 estaven jubilades, 113 estaven estudiant i 59 estaven classificades com a «altres inactius».

### Ingressos
El 2009 a Saint-Paul hi havia 563 unitats fiscals que integraven 1.575,5 persones, la mediana anual d'ingressos fiscals per persona era de 22.699 €.

### Activitats econòmiques
Dels 63 establiments que hi havia el 2007, 2 eren d'empreses extractives, 5 d'empreses de fabricació d'altres productes industrials, 11 d'empreses de construcció, 6 d'empreses de comerç i reparació d'automòbils, 4 d'empreses de transport, 3 d'empreses d'hostatgeria i restauració, 2 d'empreses d'informació i comunicació, 9 d'empreses immobiliàries, 9 d'empreses de serveis, 4 d'entitats de l'administració pública i 8 d'empreses classificades com a «altres activitats de serveis».
Dels 15 establiments de servei als particulars que hi havia el 2009, 1 era una oficina de correu, 1 funerària, 1 paleta, 1 guixaire pintor, 5 fusteries, 2 lampisteries, 1 electricista, 1 perruqueria, 1 restaurant i 1 agència immobiliària.
L'any 2000 a Saint-Paul hi havia 10 explotacions agrícoles.

## Equipaments sanitaris i escolars
El 2009 hi havia 1 escola maternal i 1 escola elemental.

## Poblacions properes
El següent diagrama mostra les poblacions més properes.